# Nukleáris energia Egyiptomban
Adli Manszúr egyiptomi elnök 2013. november 7-én jelentette be az ország nukleáris energia programjának újraindítását az Egyiptom északi részén, a Földközi-tenger partján fekvő El Dabaa város területére vonatkozóan.

## Történet
Az egyiptomi atomenergia program 1954-ben indult, miután az első kutatóreaktort (ETRR-1) a Szovjetuniótól vásárolták, melyet 1958-ban helyeztek üzembe Nílus-deltában (Inshas). A kiégett fűtőelemek cseréje, utófeldolgozása a szovjetek ellenőrzése alatt állt.
1963-tól kezdődően – a sort Gamal Abden-Nasszer nyitja – majd' minden egyiptomi elnök megígérte Egyiptom első atomerőművének megépítését a mediterrán partra. Ekkor Sidi Kirr térségében tervezték megvalósítani, de az 1967-es harmadik arab-izraeli háborút követően a projektet leállították.
1968-ban Egyiptom aláírta a nukleáris fegyverek elterjedésének megakadályozásáról szóló szerződést, azonban elhalasztotta az egyezmény ratifikálását bizonyítékokra hivatkozva, miszerint Izrael atomfegyver-programmal kísérletezik. Emiatt Egyiptom elvesztett sok nukleáris szakértőt, akik külföldre utaztak munkavállalási céllal. Néhányan közülük csatlakoztak az iraki nukleáris programhoz, mások Kanadába emigráltak.
Az 1973-as jom kippuri háború sem kedvezett a terveknek, valamint időközben kitört az olajválság is.
1974-ben Egyiptom ajánlatot kapott az Amerikai Egyesült Államoktól két atomerőmű megépítésére, melyet nukleáris üzemanyaggal is ellátott volna, de ez meghiúsult.
1981-ben a 309-es elnöki rendelet jelölte meg végleges helyszínként El Dabaa települést, "melyet 12 helyszín közül választottak ki." – mondta Dr. Mounir Maghed, az egyiptomi Atomerőmű Hatóság korábbi alelnöke.
A csernobili balesetet követően Egyiptom nukleáris terveit befagyasztották.
1992-ben Egyiptom Argentínától vásárolt egy 22 MW-os többcélú kutatóreaktort (ETRR-2).
2006-ban Egyiptom bejelentette, hogy újraéleszti a civil atomenergia programot, és 10 éven belül felépít egy 1000 MW-os atomerőművet El Dabaa városában. Ennek becsült költsége 1,5 milliárd amerikai dollár, és külföldi befektetők részvételével épülne meg.
2008 márciusában Egyiptom aláírta Oroszországgal a békés atomenergia felhasználásáról szóló megállapodást.
Egyiptom 2013. április 29-én kivonult az atomsorompó-szerződés (NPT) genfi tárgyalásáról.

## Fordítás
- Ez a szócikk részben vagy egészben  a   Nuclear energy in Egypt című angol Wikipédia-szócikk ezen változatának fordításán alapul.  Az eredeti cikk szerkesztőit annak laptörténete sorolja fel. Ez a jelzés csupán a megfogalmazás eredetét és a szerzői jogokat jelzi, nem szolgál a cikkben szereplő információk forrásmegjelöléseként.